# Bánh chưng
Le bánh chưng (littéralement « gâteau cuit à la vapeur », nom qui ne reflète pas la méthode réelle de cuisson, voir ci-dessous) est un plat vietnamien à base de riz gluant. De forme carrée, enveloppé dans des feuilles de dong (Phrynium placentarium ; lá dong en vietnamien, de la famille de Maranta arundinacea), il est farci de viande grasse de porc, graines de haricots mungo, des petits oignons et de poivre noir. Il est traditionnellement consommé pendant le Nouvel An chinois, servi avec des petits oignons blancs (Allium chinense) au vinaigre, des légumes en saumure dưa món.

## Origines et symbole
Selon le livre Lĩnh Nam chích quái. (Histoires extraordinaires du Lĩnh Nam) publié en 1695, la création du bánh chưng est attribuée à Lang Liêu, un prince fils du 6e roi de la dynastie Hùng (vers 1712 - 1632 av. J.-C. ?). On raconte que pour choisir un successeur parmi ses fils, le monarque décida d'organiser un concours dans lequel chaque prince apportait une friandise représentant la sincérité pour les ancêtres à l'occasion du Tết, celui qui pourrait introduire le plat le plus délicieux pour l'autel deviendrait le prochain dirigeant du pays. 
Alors que les autres princes essayaient de trouver les aliments rares et délicieux de la forêt et de la mer, le dix-huitième prince, Lang Liêu, qui était le fils le plus pauvre du roi Hùng, ne pouvait pas s'offrir des plats aussi luxueux et devait se contenter d'ingrédients quotidiens, comme le riz et le porc. Il créa à partir de ces simples ingrédients un gâteau de forme carrée comme la Terre appelé bánh chưng et un gâteau de forme ronde comme le Ciel appelé bánh giầy. En goûtant les plats offerts par son fils, le roi Hùng trouva le bánh chưng et le bánh giầy non seulement délicieux mais aussi une belle représentation du respect des ancêtres. Par conséquent, il décida de céder le trône à Lang Liêu et bánh chưng, bánh giầy devinrent des aliments traditionnels pendant le Tết,,. Lang Liêu deviendra le septième roi de la dynastie Hùng (vers 1631 - 1432 av. J.-C. ?).
Considéré comme un plat indispensable du Tết, le bánh chưng est placé sur les autels familiaux pour honorer les ancêtres de la famille et les prier pour leur soutien dans la nouvelle année. Enveloppé dans un emballage carré vert, le bánh chưng symbolise la terre, les différents ingrédients du bánh chưng, qui proviennent de tous les produits de la nature, soulignent également la signification du bánh chưng auprès des Vietnamiens.

## Ingrédients

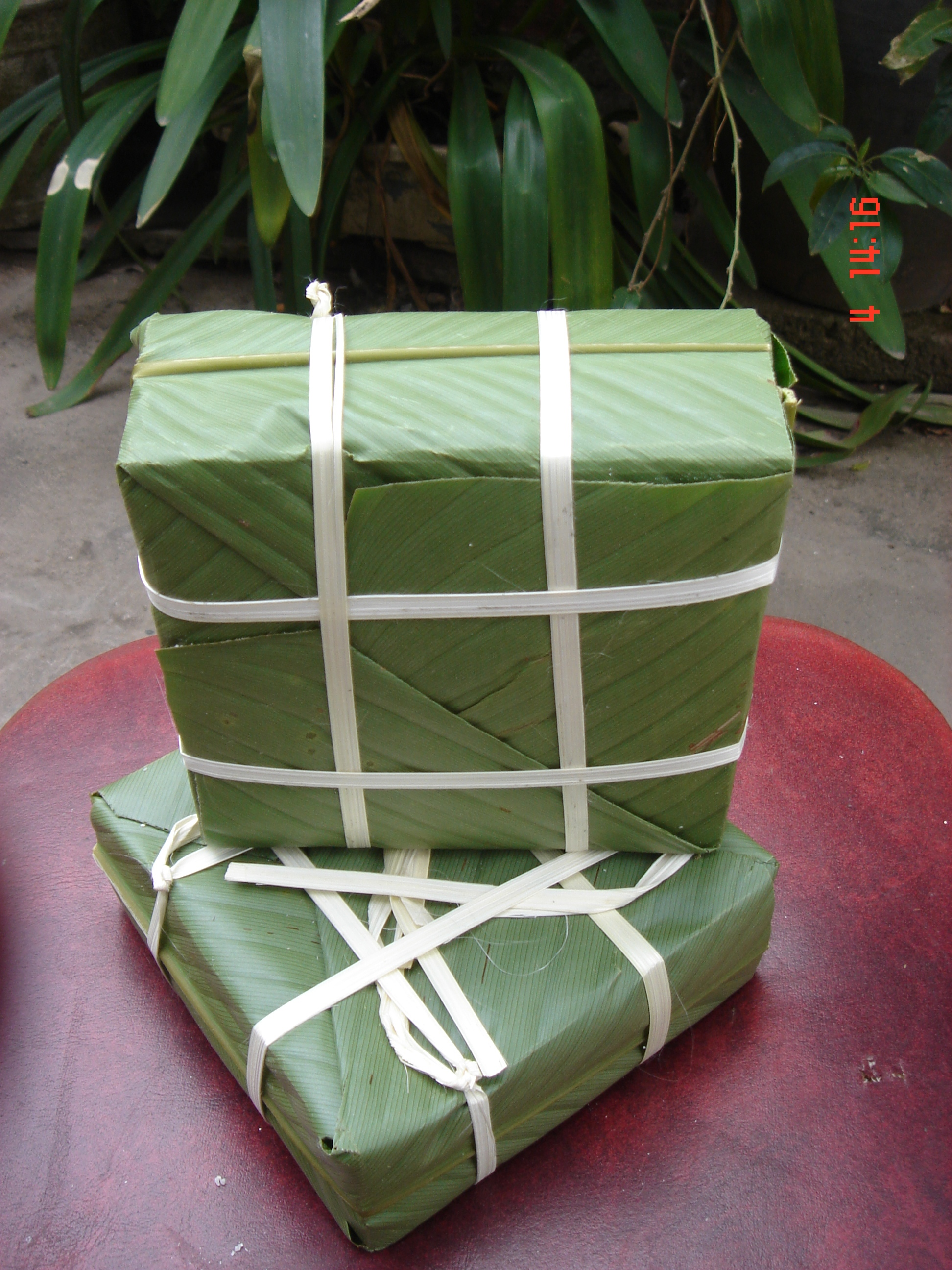
Deux bánh chưng enveloppés dans du lá dong, prêts à être cuits.

Les ingrédients requis sont le riz gluant, des haricots mungo, du porc gras et du poivre noir, du sel, parfois de l'oignon vert, et le nước mắm pour le goût salé. Au stade de l'enveloppement, on a besoin de lá dong, des ficelles fendues à partir de giang, une variété de bambou qui a un long nœud, et parfois d'un moule carré en bois pour que le bánh chưng puisse être enveloppé dans une meilleure forme. Le lá dong, qui n'est populaire qu'en Asie du Sud, peut être remplacé par des feuilles de banane ou même du lá bàng. Les ficelles de lá dong et de giang doivent être lavées soigneusement afin de préserver le goût du gâteau, et les ficelles de giang peuvent être trempées dans l'eau ou cuites à la vapeur afin qu'elles deviennent suffisamment souples pour être enveloppées et attachées. Les gens choisissent souvent du riz et des haricots de haute qualité pour préparer le bánh chưng. Les haricots mungo sont trempés dans l'eau pendant environ 2 heures et le riz gluant pendant 12 à 14 heures. Les haricots mungo sont égouttés, cuits et écrasés en une pâte. Le gras du porc est préféré pour le bánh chưng car sa saveur grasse s'associe bien au riz gluant et aux haricots mungo. Après avoir été découpé en lamelles d'environ un demi-pouce d'épaisseur, le porc est mélangé avec du poivre, de l'oignon, du sel et du nước mắm. On peut également ajouter du sucre à ce mélange d'épices.
De nos jours on utilise souvent du riz gluant préalablement cuit à l'eau pour raccourcir la fabrication, mais la saveur et la consistance de la préparation s'en ressentent.

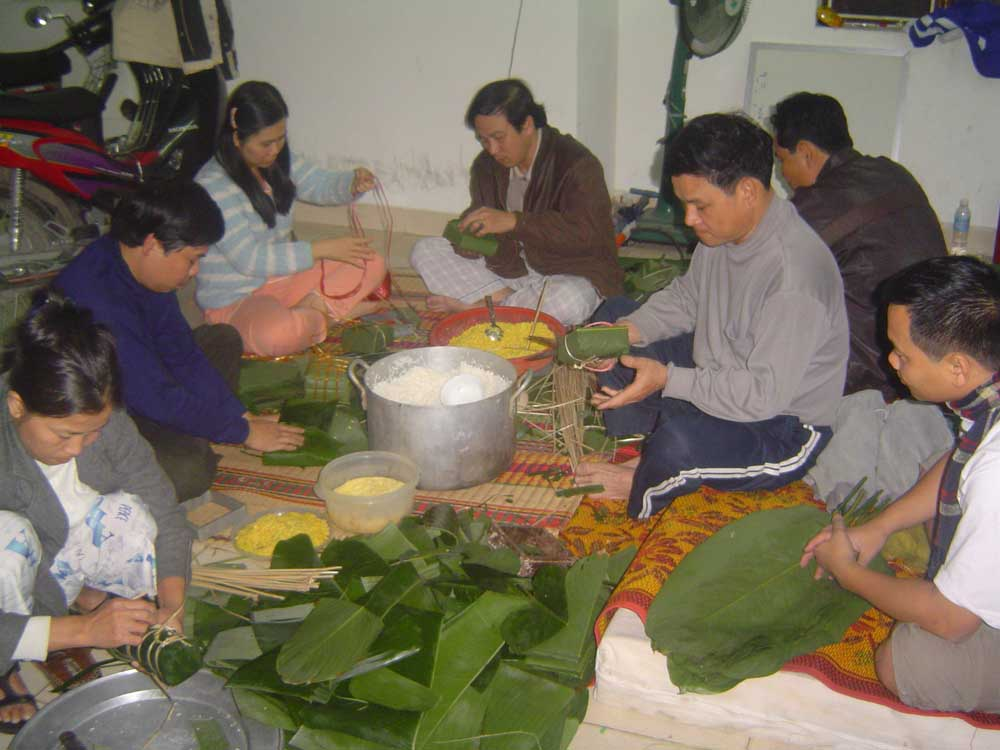
Fabrication en famille avant le Têt.

Traditionnellement, le bánh chưng nécessite de nombreux ingrédients. Chaque famille vietnamienne qui peut se permettre une telle préparation commence à faire le gâteau à partir du 27 ou 28e jour du dernier mois du calendrier lunaire (tháng Chạp). Pour préparer le bánh chưng, tous les membres de la famille se réunissent pour effectuer différentes tâches, depuis le lavage du lá dong, le mélange du porc avec les épices, la préparation des haricots mungo et surtout l'emballage de la préparation en forme de carré et la cuisson des gâteaux. Le Bánh chưng doit être soigneusement bouilli pendant dix à douze heures durant lesquelles les adultes et les enfants sont assis ensemble autour du chaudron en ébullition. Cette cuisson prolongée permettait aussi à la préparation d'être conservée plusieurs jours même dans ce climat chaud, à l'époque où les réfrigérateurs n'existaient pas. D'autant plus que le personnel domestique avait traditionnellement droit à plusieurs jours de congé à l'occasion du Nouvel An lunaire. Dans les campagnes, pour que le bánh chưng soit disponible pour toutes les familles, même les plus pauvres, un fonds appelé họ bánh chưng est créé conjointement et environ un mois avant le Tết, le capital et le bénéfice accumulés sont divisés entre les membres du fonds afin qu'ils puissent avoir assez d'argent pour préparer le bánh chưng.
De nos jours, la tradition du bánh chưng fait par soi-même décline progressivement au Viêt Nam, car la taille d'une famille typique est plus petite et les gens n'ont pas assez de temps pour préparer eux-mêmes le bánh chưng. Au lieu de cela, ils l'achètent en magasin ou en commandent à l'avance à des familles qui se spécialisent dans leur fabrication. Par conséquent, les bánh chưng apparaissent toujours dans chaque famille pendant le Tết mais ne sont plus un produit familial. Avec le déplacement de la fabrication des bánh chưng de la famille vers des fabricants spécialisés, certains villages d'artisans sont devenus célèbres pour leur réputation dans la fabrication des bánh chưng comme le village de Tranh Khúc ou le village de Duyên Hà, tous deux à Thanh Trì, Hanoï,. À l'étranger, pour essayer de transmettre la tradition, des démonstrations et stages de préparation sont organisés là où vivent de grandes communautés d'origine vietnamienne, comme dans certains états/comtés des États-Unis.